# Přestavlky, Přerov
Přestavlky là một làng thuộc huyện Přerov, vùng Olomoucký, Cộng hòa Séc.